# جف دمویسره
جف دمویسره (انگلیسی: Jef Demuysere; ۲۶ ژوئیهٔ ۱۹۰۷ – ۳۰ آوریل ۱۹۶۹) دوچرخه‌سوار اهل بلژیک بود.